# Jarmilana pecki
 (juin 2021).
Genre
Espèce
Synonymes
- Stygnomma pecki Goodnight & Goodnight, 1977

Jarmilana pecki, unique représentant du genre Jarmilana, est une espèce d'opilions laniatores de la famille des Pyramidopidae.

## Distribution
Cette espèce est endémique du Belize. Elle se rencontre dans les grottes Mountain Cow Cave et St Herman's Cave.

## Description
Le mâle holotype mesure 2,3 mm et la femelle paratype 2,1 mm.
Le mâle décrit par Cruz-López, Proud et Pérez-González en 2016 mesure 2,50 mm.

## Systématique et taxinomie
Cette espèce a été décrite sous le protonyme Stygnomma pecki par Goodnight et Goodnight en 1977. Elle est placée dans le genre Jarmilana par Cruz-López, Proud et Pérez-González en 2016.

## Étymologie
Cette espèce est nommée en l'honneur de Stewart B. Peck.
Ce genre est nommé en l'honneur de Jarmila Kukalová-Peck.

## Publications originales
- Goodnight & Goodnight, 1977 : « Laniatores (Opiliones) of the Yucatan Peninsula and Belize (British Honduras). » Bulletin of the Association for Mexican Cave Studies, vol. 30, p. 139–166.
- Cruz-López, Proud & Pérez-González, 2016 : « When troglomorphism dupes taxonomists: morphology and molecules reveal the first pyramidopid harvestman (Arachnida, Opiliones, Pyramidopidae) from the New World. » Zoological Journal of the Linnean Society, vol. 177, p. 602–620.